# الصحة في موريتانيا

## تاريخ
في أوائل الثمانينيات في موريتانيا، كان هناك نظام للرعاية الصحية مكون من مستشفى رئيسي في العاصمة نواكشوط واثني عشر مستشفى إقليمي وعدد من العيادات ومراكز رعاية الأم والطفل والوحدات الطبية المتنقلة لخدمة المناطق الريفية. ولكن كانت جميع هذه المرافق تعاني من نقص المعدات والإمدادات وعدم وجود موظفين مدربين بشكل جيد. فكان لكل 2610 شخصًا سرير مستشفى، ولكل طبيب 13,350 شخصًا. رغم ذلك، فإن هذه الأعداد كانت أفضل من العدد الذي كان مسجلًا في عام 1965 والذي بلغ 36580 شخصًا لكل سرير مستشفى، وكانت أفضل من بعض الدول المجاورة لموريتانيا.
في العام 1987، كان أكبر مرفق طبي في موريتانيا هو المستشفى الحكومي الذي يحتوي على 500 سرير في العاصمة نواكشوط. يعمل فيه أطباء محليون وأطباء أجانب، ولكن يعاني من نقص في الإمدادات وعدم وجود معدات صيانة مناسبة. بالإضافة إلى ذلك، هناك مركز صحي وطني تم إنشاؤه في عام 1977 لدراسة الوقاية من الأمراض وتعليم الرعاية الصحية العامة، وأيضًا المدرسة الوطنية للممرضات والقابلات التي تأسست في عام 1966 لتدريب الممرضات والقابلات والكوادر الطبية الأخرى.
بشكل عام، كانت معايير الصحة ضعيفة جدًا، وكان هناك انتشار واسع للأمراض المعدية. توجد انتشارًا أكبر للأمراض المعدية مثل الحصبة والسل واضطرابات الجهاز التنفسي في المناطق القاحلة الشمالية، بينما توجد الملاريا وداء الغينيا وداء البلهارسيا بشكل أكبر في وادي نهر السنغال. تكون الصحراء بيئة صحية أكثر من الجنوب الاستوائي، لكن العديد من الأمراض الرئيسية كانت شائعة في جميع أنحاء البلاد. تأثر السكان بأمراض مثل التيفود و شلل الأطفال والتهاب الكبد ومجموعة متنوعة من الأمراض الطفيلية. في أواخر عام 1987، أصدرت منظمة الصحة العالمية تحذيرات بشأن تفشي الكوليرا، وتم الإبلاغ عن حالات انتشار الحمى الصفراء وحمى الوادي المتصدع في جنوب ولاية ترارزاة حول روصو. كانت الأمراض المعدية والمعدية منتشرة في القرى والمدن والبلدات الرئيسية المحيطة.
في منتصف الثمانينيات ، بدأت حملة تلقيح واسعة النطاق للأطفال دون سن الخامسة. ويقال إن البرنامج ، الذي يهدف إلى الحد من الإصابة بشلل الأطفال والدفتيريا والسعال الديكي والعديد من الأمراض الأخرى ، قد حقق بعض النجاح. استمر سوء التغذية على نطاق واسع ، لا سيما بين الأطفال. أدى الجفاف طويل الأمد وما تبعه من انخفاض في إنتاج الغذاء إلى تفاقم هذه المشكلة في أوائل الثمانينيات. وفقًا لتقرير عام 1987 الصادر عن الوكالة الأمريكية للتنمية الدولية ، فإن ما بين 40 في المائة و 70 في المائة من الأطفال دون سن الخامسة يعانون من سوء تغذية متوسط إلى شديد. تفاوتت درجة سوء التغذية حسب نجاح أو فشل المحاصيل المحلية ، ولوحظ بعض التحسن الطفيف في أوائل عام 1987.

### المستشفيات

في عام 2019 ، بلغ عدد المرافق الطبية في موريتانيا 645 منشأة ، منها 18 مستشفى عام وعدة مستشفيات متخصصة. وكانت المرافق الأخرى عبارة عن عيادات ومراكز صحية صغيرة.
يقع مستشفى أطار في ولاية أدرار.
يقع مستشفى شنقيط في ولاية أدرار.
يقع مستشفى كيفة في ولاية عصبة.
يقع مستشفى ألاك في ولاية براكنة.
يقع مركز مستشفى نواذيبو الإقليمي في داخلة نواذيبو.
يقع مستشفى كيهيدي الإقليمي في ولاية جورجول.
يقع مستشفى سيالبيبي في ولاية غيديماكا.
يقع مستشفى نيما في ولاية الحوض الشرقي.
يقع مستشفى العيون بولاية الحوض الغربي.
يقع مستشفى أكجوجت في ولاية إنشيري.
توجد عدة مستشفيات عامة في نواكشوط (العاصمة).
يقع مستشفى الصداقة في نواكشوط.
كما يوجد مستشفى نواكشوط العسكري في نواكشوط.
يقع مستشفى العيون نواكشوط في نواكشوط.
يقع المركز الوطني لأمراض القلب في نواكشوط.
يقع مركز المستشفى الإستطبطاب الوطني في نواكشوط.
يقع المركز الوطني للأورام في نواكشوط.
يقع المركز الوطني لجراحة العظام و لإعادة التأهيل البدني في نواكشوط.
يقع مركز الطب النفسي العصبي في نواكشوط.
يقع مستشفى تكجكجة في ولاية تكانت.
يقع مستشفى الزويرات في ولاية تريس زمور.
يقع مستشفى بوتيلميت في ولاية ترارزة.

يقع مستشفى روصو في ولاية ترارزة.

## رعاية الأم والطفل
في عام 2010، كان معدل وفيات الأمهات في موريتانيا 550 وفاة لكل 100،000 ولادة، مقارنة بـ 712.2 في عام 2008 و 1295.4 في عام 1990. أما معدل وفيات الأطفال دون سن الخامسة، فهو 118 وفاة لكل 1000 ولادة، ونسبة وفيات الأطفال حديثي الولادة من بين وفيات الأطفال دون سن الخامسة تبلغ 35 في المئة. وفي موريتانيا، يوجد 3 قابلات لكل 1000 مولود حي، ونسبة خطر الموت على مدى الحياة للنساء الحوامل هي واحدة من بين 41 امرأة.

## روابط خارجية
- "Mauritania Country Profile" (PDF). The State of the World's Midwifery. مؤرشف من الأصل (PDF) في 2011-11-13.